# FFH-Gebiet Kalkflachmoor bei Mucheln
Das FFH-Gebiet Kalkflachmoor bei Mucheln ist ein NATURA 2000-Schutzgebiet in Schleswig-Holstein im Kreis Plön in der Gemeinde Mucheln. Es liegt im Naturraum Probstei und Selenter See-Gebiet (Landschafts-ID 70203), in der Haupteinheit Ostholsteinisches Hügelland. Diese ist wiederum Teil der Naturräumlichen Großregion 2. Ordnung Schleswig-Holsteinisches Hügelland.
Es hat eine Größe von 11 Hektar und besteht im Süden aus einem Waldgebiet und im Norden einer Niederung mit feuchtem Grünland und einem Kalkflachmoor. Es wird im Westen durch die Straße Freiweide und im Norden durch die Straße Marienhorst begrenzt. Der Wald ist von einer Wallhecke (Knick) umgeben, wobei sich die östliche Wallhecke zusammen mit der Straße Freiweide außerhalb des FFH-Gebietes befindet. Es handelt sich um einen historischen Waldstandort, der auf der Karte des Deutschen Reiches von 1893 bereits verzeichnet war, siehe Bild 1. Die ältesten Bäume im Revier sind über 185 Jahre alt.

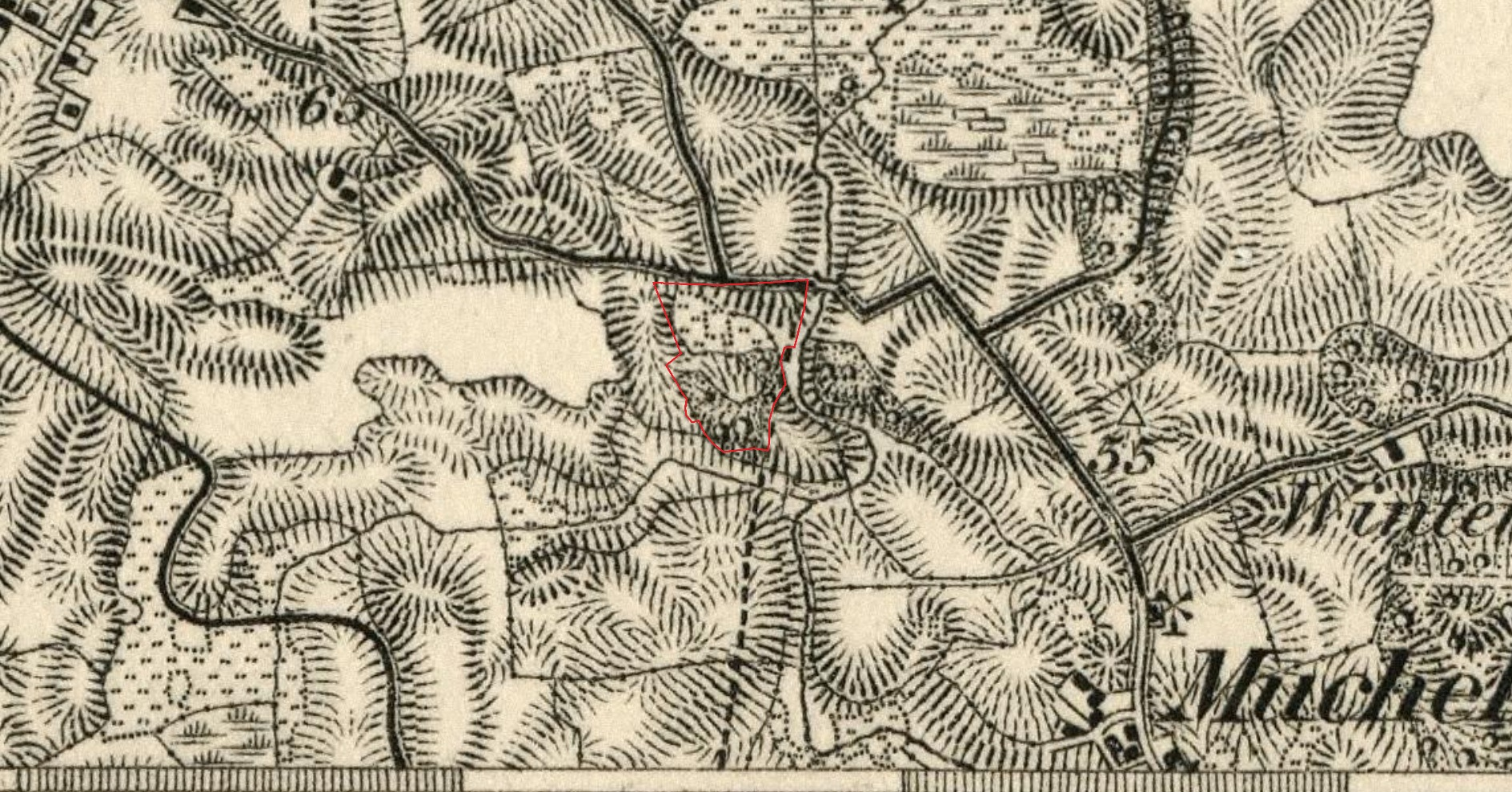
Bild 1ː Kalkflachmoor mit Waldgebiet bei Mucheln um 1893. (Rot umrandet das heutige FFH-Gebiet Kalkflachmoor bei Mucheln)

Die größte Ausdehnung des FFH-Gebietes liegt mit 510 Meter in Nordwestrichtung. Das FFH-Gebiet wird von Ost nach West von Endlagen der Gletscher der letzten Eiszeit geprägt mit stellenweise Ablagerungen von Sand und Kies. Die höchste Erhebung liegt mit 49,32 Meter über Normalnull (NN) am Nordostrand an der Straße Marienhorst, der niedrigste Wert mit 42,8 Meter über NN im Kalkflachmoor im Nordwesten. Die nördliche Senke im Moorgebiet wird über eine Rohrleitung nach Osten direkt in die Wittenberger Au entwässert. Das südliche Waldgebiet wird durch einen Bach nach Süden aus dem Gebiet heraus über ein namenloses Verbandsgewässer nach Osten in die Wittenberger Au entwässert. Diese mündet in den Tresdorfer See und verlässt ihn als Kossau, um dann durch den Großen Binnensee bei Lippe in die Hohwachter Bucht zu münden.

Das FFH-Gebiet besteht laut NATURA 2000-Standard-Datenbogen (SDB) vom Mai 2017 zur Hälfte aus der Lebensraumklasse Laubwald gefolgt von knapp einem Drittel an feuchtem und mesophilem Grünland, sowie einem Fünftel Moore und Sümpfen, siehe Diagramm 1. Die 1,4 Hektar große intensiv genutzte Ackerfläche im Nordosten des FFH-Gebietes wird hier gar nicht erwähnt.

## FFH-Gebietsgeschichte und Naturschutzumgebung
Der NATURA 2000-Standard-Datenbogen (SDB) für dieses FFH-Gebiet wurde im Mai 2004 vom Landesamt für Landwirtschaft, Umwelt und ländliche Räume (LLUR) des Landes Schleswig-Holstein erstellt, im September 2004 als Gebiet von gemeinschaftlicher Bedeutung (GGB) vorgeschlagen, im November 2007 von der EU als GGB bestätigt und im Januar 2010 national nach § 32 Absatz 2 bis 4 BNatSchG in Verbindung mit § 23 LNatSchG als besonderes Erhaltungsgebiet (BEG) bestätigt. Der SDB wurde zuletzt im Mai 2017 aktualisiert. Die Veröffentlichung des Managementplans für das FFH-Gebiet ist nicht datiert. Vermutlich ist es der Januar 2010, da die Karten einiger Anhänge aus der Zeit stammen.
Das FFH-Gebiet liegt im Landschaftsschutzgebiet LSG Gödfeldteich, Lammershagener Teiche und die bewaldete Endmoränenlandschaft östl. von Lammershagen und Umgebung. Es liegt in der Verbundachse 1848 „Kap.4.1 Fließgewässer, Niederung“ des landesweiten Biotopverbundsystems.
Mit der Gebietsbetreuung des FFH-Gebietes nach § 20 LNatSchG wurde durch das LLUR noch keine Institution beauftragt (Stand November 2022).

## FFH-Erhaltungsgegenstand
Laut Standard-Datenbogen vom Juli 2020 sind folgende FFH-Lebensraumtypen (LRT) und Arten als FFH-Erhaltungsgegenstände mit den entsprechenden Beurteilungen zum Erhaltungszustand der Umweltbehörde der Europäischen Union gemeldet worden (Gebräuchliche Kurzbezeichnung (BfN)):
FFH-Lebensraumtypen nach Anhang I der EU-Richtlinie:
- 7230 Kalkreiche Niedermoore (Gesamtbeurteilung B)[13]
- 9130 Waldmeister-Buchenwälder (Gesamtbeurteilung C)[14]

Arten gemäß Artikel 4 der Richtlinie 2009/147/EG und Anhang II der Richtlinie 92/43/EWG und diesbezügliche Beurteilung des Gebiets:
- 1393 Firnisglänzendes Sichelmoos (Gesamtbeurteilung B)[16]

Das FFH-Gebiet besteht zu knapp der Hälfte aus Waldmeister-Buchenwald. Nur knapp drei Prozent der Fläche besteht aus kalkreichem Niedermoor. Der überwiegende Teil des FFH-Gebietes ist keinem FFH-Lebensraumtyp zugeordnet.
Am 1. September 2017 wurde eine Nachkartierung der FFH-Lebensraum- und Biotoptypen im FFH-Gebiet durchgeführt. Sie bestätigt bis auf kleine Abweichungen die Zahlen des SDB bezüglich der Lebensraumtypen. Danach sind knapp die Hälfte der Gebietsfläche mit FFH-Lebensraumtypen belegt, wobei 3 Prozent dieser Fläche auch den Status eines gesetzlich geschützten Biotops hat. Es handelt sich hier um die kleine Fläche des Kalkflachmoores. Knapp ein Siebtel sind ausschließlich gesetzlich geschützte Biotope und gut ein Drittel hat keinen der beiden Schutzstati, siehe Diagramm 3. Bei letzterem handelt es sich im Wesentlichen um intensiv genutzte Acker- und Grünlandflächen.
| Tabelle 1ː FFH-Lebensraumtyp (LRT) im FFH-Gebiet Kalkflachmoor bei Mucheln | Fläche gemäß SDB vom Mai 2017 [ha] | Fläche gemäß Biotopkartierung Stand September 2017[ha] |
| -------------------------------------------------------------------------- | ---------------------------------- | ------------------------------------------------------ |
| 7230 Kalkreiche Niedermoore                                                | 0,3                                | 0,319                                                  |
| 9130 Waldmeister-Buchenwälder                                              | 4,7                                | 5,0168                                                 |
| SUMMEː                                                                     | 5                                  | 5,3358                                                 |

## FFH-Erhaltungsziele

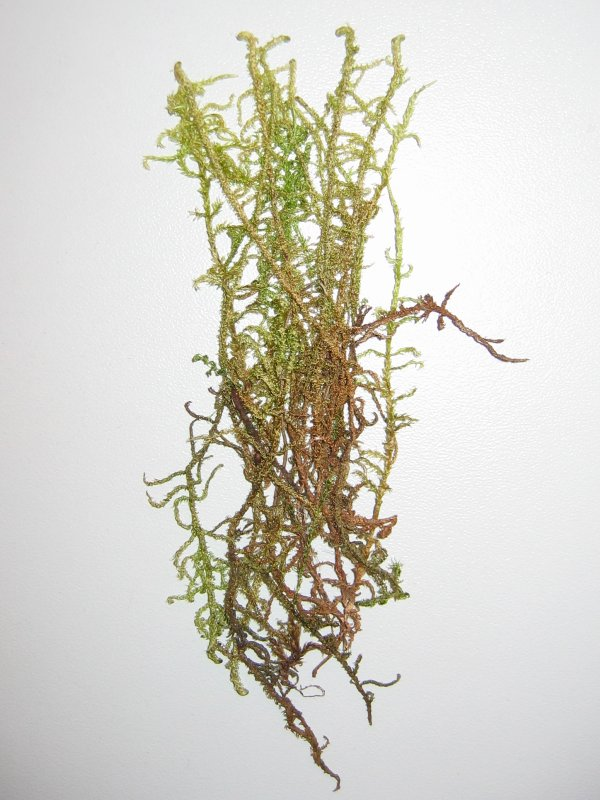
FFH-Erhaltungszielː Firnisglänzendes Sichelmoos

Aus den oben aufgeführten FFH-Erhaltungsgegenständen werden als FFH-Erhaltungsziele von besonderer Bedeutung die Erhaltung folgender Lebensraumtypen und Arten im FFH-Gebiet vom Ministerium für Energiewende, Landwirtschaft, Umwelt und ländliche Räume des Landes Schleswig-Holstein erklärt:
- 7230 Kalkreiche Niedermoore
- 9130 Waldmeister-Buchenwälder
- 1393 Firnisglänzendes Sichelmoos

Damit sind alle FFH-Erhaltungsgegenstände als FFH-Erhaltungsziele übernommen worden. Das Firnisglänzende Sichelmoos ist als Zeigerpflanze für kalkreiche Niedermoore von Bedeutung und kommt nur in zwei weiteren FFH-Gebieten in Schleswig-Holstein vor, unter anderem im FFH-Gebiet Kalkreiche Niedermoorwiese am Ostufer des Dobersdorfer Sees.

## FFH-Analyse und Bewertung
Das Kapitel FFH-Analyse und Bewertung im Managementplan beschäftigt sich unter anderem mit den aktuellen Gegebenheiten des FFH-Gebietes und den Hindernissen bei der Erhaltung und Weiterentwicklung der FFH-Lebensraumtypen und Arten. Die Ergebnisse fließen in den FFH-Maßnahmenkatalog ein.
Nur die 0,3 Hektar des LRT 7230 Kalkreiche Niedermoore hat eine gute Gesamtbewertung im SDB erhalten, siehe auch Diagramm 4. Als Folge der verstärkten Entwässerung des Gebietes und dessen Umgebung durch neu angelegte Drainagen im zwanzigsten Jahrhundert in der unmittelbaren Umgebung des Niedermoores hat sich dieses im Laufe der Jahre gesenkt, siehe digitales Höhenprofil. Hierdurch wurde der bisherige natürliche Abfluss des Oberflächenwassers aus dem Moor nach Süden durch den Buchenwald unterbrochen. Mit der Intensivierung der Ackerflächen im FFH-Gebiet und der unmittelbaren Umgebung wurden mehr Nährstoffe in den Moorbereich geleitet. Dadurch entwickelten sich Gehölze im Moor. Diese verdrängen moortypische Pflanzen.
Das FFH-Gebiet befindet sich fast ausschließlich im Privatbesitz. Im Jahre 2017 wurde für das Biotop-Nr. 325926012-0412 mit dem Besitzer im Rahmen des Vertragsnaturschutzes eine Vereinbarung gemäß dem Vertragsmusters „Wertgrünland“ mit dem Landesamt für Landwirtschaft, Umwelt und ländliche Räume (LLUR) des Landes Schleswig-Holstein abgeschlossen. Es handelt sich um eine Fläche mit dem Biotoptyp (GN) Seggen- und binsenreiche Nasswiese. Die Eigentümer des Niederungsgebietes nördlich des Buchenwaldes im FFH-Gebiet nehmen am Förderprogramm „Weidewirtschaft Moor ohne Düngung“ teil. Die Besitzer der Buchenwaldfläche im Süden des FFH-Gebietes haben für das Biotop-Nr. 325926012-0405 mit dem FFH-Lebensraumtyp 9130 Waldmeister-Buchenwälder sich dem Vertragsnaturschutzprogramm „Vertragsnaturschutz im Wald“ angeschlossen.

## FFH-Maßnahmenkatalog
Der FFH-Maßnahmenkatalog im Managementplan führt neben den bereits durchgeführten Maßnahmen geplante Maßnahmen zur Erhaltung und Entwicklung der FFH-Lebensraumtypen im FFH-Gebiet an. Sie enthalten allerdings in diesem Fall nur Maßnahmen für den nördlichen Teil des FFH-Gebietes, nicht für die Waldflächen. Wie sonst üblich wurden bisher weder die Maßnahmenkarte noch die Maßnahmenblätter der Öffentlichkeit zur Kenntnis gegeben, gleiches gilt für die Eigentümerstruktur, Stand Dezember 2022.
Die vorgeschlagenen Maßnahmen betreffen folgende Schwerpunkte:
- Mahd oder Beweidung der Niedermoorflächen zur Offenhaltung der Moorfläche
- Beweidung der Grünlandflächen
- Entfernung von Gehölzen im Moorgebiet
- Entfernung von Dränagen, um den Nährstoffeintrag ins Moor zu verringern.
- Anhebung des Wasserstandes im Moorgebiet
- Neuanlage von Knicks als Begrenzung der Moorflächen
- Umwandlung von Acker in Weideland

## FFH-Erfolgskontrolle und Monitoring der Maßnahmen
Eine FFH-Erfolgskontrolle und Monitoring der Maßnahmen findet in Schleswig-Holstein alle sechs Jahre statt. Die Ergebnisse des letzten Monitorings wurden noch nicht veröffentlicht (Stand Dezember 2022).